# Batalion ON „Bydgoszcz”

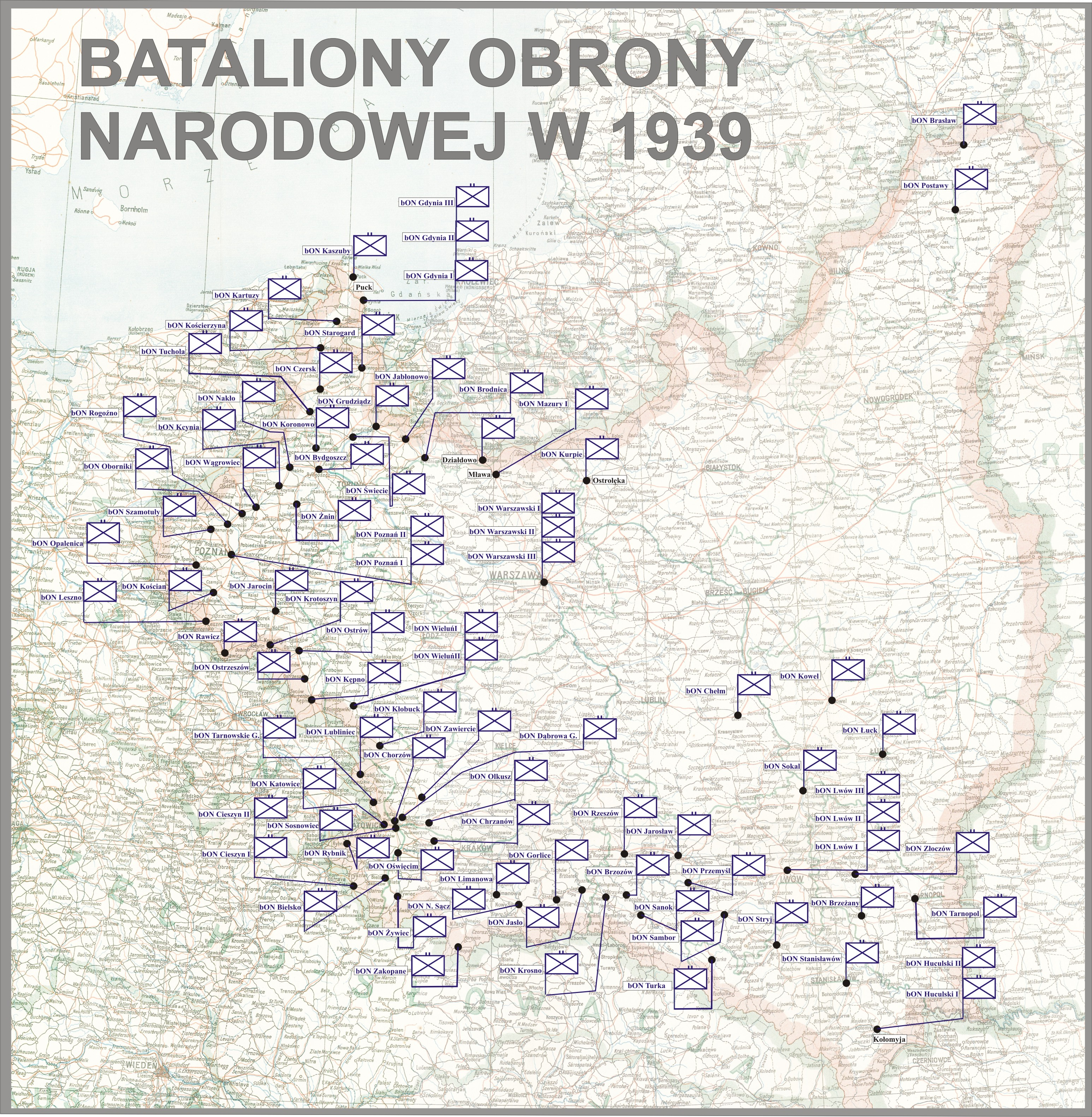
Obrona Narodowa w 1939

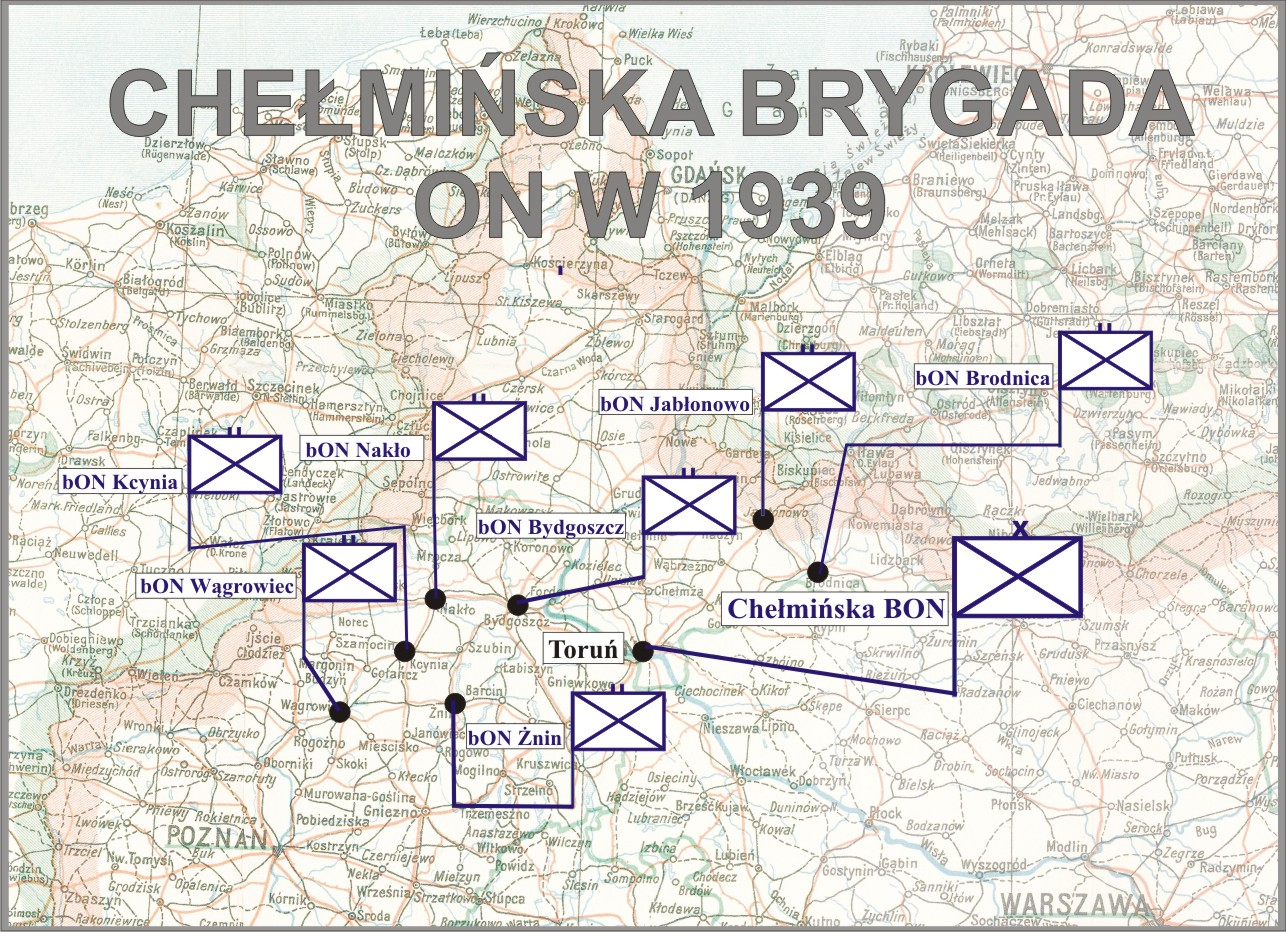
Chełmińska ON

Bydgoski Batalion Obrony Narodowej (batalion ON „Bydgoszcz”) – pododdział piechoty Wojska Polskiego II RP.

## Historia batalionu
Batalion został sformowany 2 kwietnia 1939 roku, w składzie Chełmińskiej Brygady ON, według etatu batalionu ON typ IV. Pod względem mobilizacji osobowej i materiałowej przydzielony do 61 pułku piechoty. Batalion był mobilizowany w Bydgoszczy w budynku gimnazjum przy ul. Pierackiego od godz. 6.00 24 sierpnia 1939. 25 sierpnia zakończył mobilizację, 26 sierpnia złożył przysięgę. Wieczorem 27 sierpnia batalion zebrał się w Lesie Gdańskim w pobliżu wiaduktu kolejowego, skąd wyruszył w rejon wyczekiwania. W nocy 27/28 sierpnia zajął rejon dwór Łącznica-Bożenkowo. Przez następne dni prowadzono szkolenie i zgrywanie pododdziałów. Wieczorem 31 sierpnia batalion zajął pozycje obronne.

## Bydgoski batalion ON w kampanii wrześniowej
Podczas kampanii wrześniowej jednostka wchodziła w skład 15 Dywizji Piechoty. Batalion na przedmościu bydgoskim 1 września o świcie wzmocniony 2 kompanią ckm 6 batalionu km i br. tow. obsadził pozycję ryglową na odcinku Witoldowo-Wierzchucice-Wierzchucinek. Ok. godz. 17.00 pododdziały niemieckie przeprowadziły natarcie na przesmyk pomiędzy jeziorami Wierzchucińskim, a Słupowskim broniony przez 1 kompanię batalionu ON „Bydgoszcz“. Natarcie odparto. 2 września Bydgoski batalion ON odparł w ciągu dnia natarcia niemieckiej piechoty w Wierzchucinku, oprócz wsparcia 2 kompanii ckm 6 b km i br.t obronę wspierała bateria 9/15 pułku artylerii lekkiej. W późnych godzinach wieczornych batalion wycofał się na rozkaz po trasie Gogolinek, Tryszczyn do Bożenkowa. Od świtu 3 września batalion zajął obronę na odcinku Nekla-Augustowo-szosa gdańska. Do południa batalion został zluzowany przez 23 pułk piechoty 27 Dywizji Piechoty, znacznie uszczuplony walkami w Borach Tucholskich. Bydgoski batalion ON przeszedł do lasu Osowa Góra. Po południu batalion ON  „Bydgoszcz“ wyruszył przez Niemcz, Myślęcinek w kierunku Bydgoszczy. W Bydgoszczy przy wiadukcie przy ul. Stepowej 3 kompanię zaatakowali dywersanci. Po rozbiciu grupy dywersyjnej 3 kompania przez Kapuściska Wielkie dotarła do folwarku Żółwin. Większość batalionu przeszło koło stacji kolejowej Bydgoszcz-Wschód, a następnie ul. Sporną i Toruńską. Przy ul. Toruńskiej batalion ostrzelali dywersanci. Następnie batalion skierował się do Czerska Polskiego. 5 września batalion został rozmieszczony na odcinku północnym w drugim rzucie obrony za 59 pułkiem piechoty we wschodniej części miejscowości Wypaleniska. Rano 6 września niemiecki 121 pp z 50 DP uderzył na stanowiska batalionu I/59 pp, ok. godz. 16.00 przełamał jego obronę i zajął wieś Otorowo. Przeprowadzony kontratak batalionu ON „Bydgoszcz“ i poprowadzony przez płk. Bolesława Mirgałowskiego ze wsparciem dywizjonu II/15 pułku artylerii lekkiej, doprowadził do odrzucenia pododdziałów niemieckich na pozycje wyjściowe i odzyskanie terenu. Ze względu na rozkaz o wycofaniu Armii „Pomorze” w kierunku Sochaczew, Warszawa, 59 pp oderwał się od nieprzyjaciela, a Bydgoski batalion ON stanowił jego straż tylną. Batalion wyruszył po godz. 22.00 po trasie Kabat, Osiek Wielki. W rejonie wsi Kabat znalazł się pod ostrzałem niemieckiej artylerii i poniósł straty osobowe. 7 września w południe batalion dotarł do wsi Zajezierze, gdzie odpoczywał. Nocą 7/8 września w szykach 15 DP batalion podjął marsz obsadzając do rana linię: Kanał Parchański-Bachorze-jezioro Gopło. Kolejnej nocy batalion odbył dalszy marsz przez Murzynno osiągając 8 września Ujmę Dużą nad Kanałem Bachorze. 8/9 września batalion wykonał nocny marsz do okolic Brześcia Kujawskiego. Bydgoski batalion ON wraz z 86 batalionem piechoty spec. stanowiły odwód dowódcy 15 DP, batalion ON „Bydgoszcz“ zajął jako kwaterę cukrownię w Brześciu Kujawskim, 9 września po godz. 22.00 dywizja podjęła dalsze przemieszczanie się w kierunku Chodecz, Lubień Kujawski i Szczutkowo, wraz z nią przemieszczał się batalion. 10 września batalion ON „Bydgoszcz“ znalazł się w zgrupowaniu 62 pułku piechoty w lesie na wschód od Szczutkowa. Tam też przebywał 11 września. Nocą 11/12 września przegrupował się do rejonu Stawu Wielkiego gdzie zajął stanowiska obronne. Przez cały dzień 12 września batalion pozostawał na stanowiskach obronnych podlegając dowódcy 62 pp. 13 września batalion nadal pozostał w zgrupowaniu osłonowym walczącego z niemieckimi pułkami piechoty 122 i 123 ze składu 50 DP polskiego 62 pp jako odwód. Po godz. 22.00 zgrupowanie 62 pp wraz z Bydgoskim batalionem ON wycofało się do sił głównych 15 DP trasą: Kłóbka, dwór Pomorzany, Sokołów do lasów w pobliżu wsi Lubieniek. Po dotarciu w rejon docelowy 14 września batalion ON „Bydgoszcz“ wszedł w skład Zgrupowania batalionów ON płk. Stanisława Siudy. Z dniem 15 września mjr Jan Gawroński objął dowództwo nad odwodem Grupy Operacyjnej gen. Michała Karaszewicza-Tokarzewskiego; w skład odwodu oprócz Bydgoskiego batalionu ON wszedł 83 batalion piechoty. Oba bataliony zajęły obronę w rejonie Korzeń-Antoniów, z zadaniem zaryglowania przesmyku pomiędzy jeziorami Zdworskim i Łąckim. 16 września, po stoczeniu walk osłonowych na stanowiskach obronnych, Bydgoski batalion ON pomaszerował w ślad za 15 DP w rejon Iłowa i dołączył do niej po południu. 17 września, podczas marszu, batalion ON „Bydgoszcz“ został zaatakowany przez zmasowane bombardowania niemieckiego lotnictwa, w wyniku czego uległ rozbiciu. Większość żołnierzy dostała się do niewoli, nieliczni dotarli do broniących się Modlina i Warszawy.       
Żołnierze batalionu, jako jeńcy, przebywali w dniach 20-21 września 1939 roku na terenie stadionu w Żyrardowie. 21 września wszystkim żołnierzom batalionu kazano wystąpić z tłumu 30 tys. zatrzymanych, obiecując im powrót do domu. Wystąpiło około 200 żołnierzy, których skierowano do Sochaczewa, a następnie Boryszewa. Tam spośród wziętych do niewoli żołnierzy batalionu wytypowano 50, w tym niemal całą kadrę oficerską, po czym postawiono ich przed sądem polowym pod zarzutami złamania konwencji genewskiej poprzez „udział w masakrze ludności niemieckiej w Bydgoszczy”. 22 września 1939 roku zostali skazani na śmierć i tego samego dnia rozstrzelani.
29 grudnia 2015 na kamienicy przy ul. Zamoyskiego 4 w Bydgoszczy odsłonięto tablicę upamiętniającą organizatora i dowódcę batalionu mjr. Jana Gawrońskiego, który od 1931 zamieszkiwał pod tym adresem.

## Obsada personalna batalionu
- dowódca batalionu – mjr Jan Gawroński[11]
- adiutant batalionu – ppor. Piotr Modzelewski
- oficer łączności – ppor. Alojzy Kubacki
- dowódca plutonu zwiadu – ppor. Michał Żółkiewicz
- dowódca 1 kompanii – kpt. Roman Kłoskowski
  - dowódca I plutonu – ppor. Stefan Terlecki–Prokopowicz
  - dowódca II plutonu – por. Alojzy Rauer
  - dowódca III plutonu – ppor. Mieczysław Bleja
- dowódca 2 kompanii – por. Mieczysław Robiński
  - dowódca I plutonu – ppor. Wacław Sajdak
  - dowódca II plutonu – ppor. Jan Skupnik
  - dowódca III plutonu – ppor. Wiktor Stróżyński
- dowódca 3 kompanii – por. Stanisław Środziński 
  - dowódca I plutonu – ppor. Jarosław Rigall
  - dowódca II plutonu – ppor. Marian Kleydziński
  - dowódca III plutonu – ppor. Franciszek Kaczmarek
- dowódca kompanii ckm – por. Tadeusz Ochodzki
  - dowódca I plutonu – chor. Franciszek Karliński
  - dowódca II plutonu – ppor. Adam Lisiecki
  - dowódca III plutonu – ppor. Kazimierz Skiciński